# Steen Andersen Bille (1751-1833)

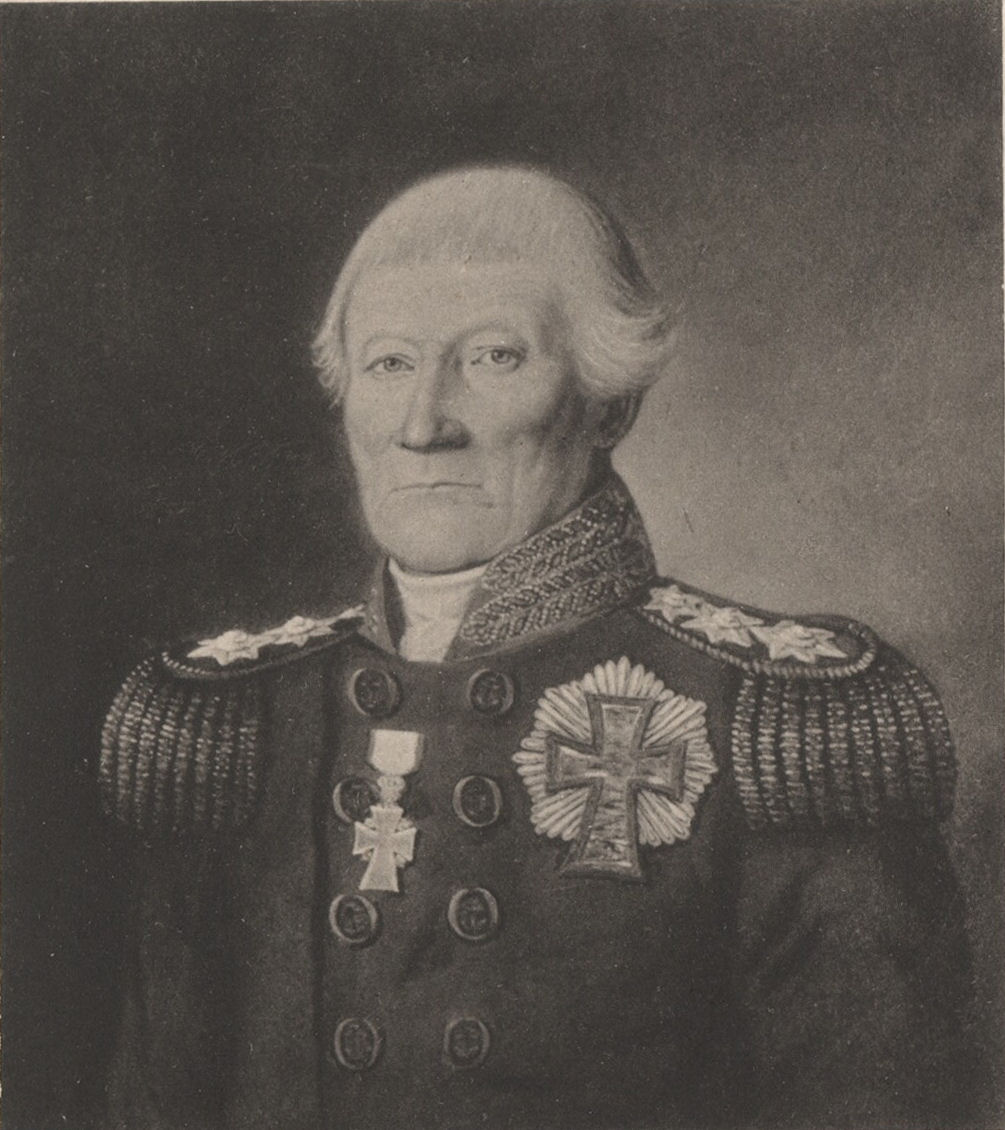
Portrait de Steen Andersen Bille

Steen Andersen Bille, né le 5 août 1751 à Assens, province de Fionie (Danemark), mort le 15 avril 1833 à Copenhague, est un amiral danois du XIXe siècle.

## Biographie
En 1762, il entre comme cadet dans la marine royale danoise malgré une faible constitution. L'an 1765 le voit naviguer sur la frégate Hvide Ørns en mer Baltique. Le 18 mars 1768, il est second-lieutenant.
En 1773, il sert sous le commandement de son père à bord du navire de ligne Norske Løve et en 1775, obtient seul la direction d'un navire marchand le Mercurius. Ce bateau est chargé du contrôle de la peste bovine pour le Schleswig-Holstein. De 1777 à 1781, il commande un brick armé aux Indes occidentales danoises où le Gouverneur Général Peter Clausen est son ami. De retour au Danemark, on lui donne le commandement en second de la frégate Bornholm avec un convoi, et il repart aux Antilles. En route, lui et quelques marins tombent malades et sont débarqués à St Thomas. En chemin pour la Guadeloupe, la frégate est attaquée par trois navires anglais (pirates ?, corsaires ?). Le convoi de navires marchands est saisi en totalité. Cette perte marqua longtemps Bille, bien qu'il n'en fût pas responsable.
Du 18 octobre 1781 au 6 mars 1789, on lui confie une mission commerciale pour le Bengale via la Norvège, les Pays-Bas et Le Cap à bord d'un bâtiment défraichi le Kjøbenhavn. Le voyage est compliqué, il a des problèmes avec l'équipage et le navire et se casse un bras. Mal remis, celui-ci le gênera toute sa vie. De retour au pays, sa santé précaire le laisse à quai, et il voyage à titre privé en Allemagne, en France et à Paris.
Du 6 mars 1789 au printemps 1797, il passe capitaine de vaisseau et Flag-Captain du vice-amiral Conrad von Schindel à bord du navire de ligne Den Prægtige. Il a quelques commandements, dont en 1795, la frégate-école Frederiksværn. En 1797, il prend les commandes du vieux bâtiment Cronborg qui doit courser contre la toute nouvelle et moderne frégate Najaden pour ses essais en mer. À chaque course Bille est gagnant. Cette même année 1797, il est Flag-Captain dans l'escadre du vice-amiral Frederik Christian Kaas.
Du printemps 1797 à 1801, dans une Europe en conflit, le Danemark neutre élargit son commerce en Méditerranée, où les corsaires français, anglais, espagnols et les pirates barbaresques ne simplifient pas la tâche. Le Royaume Barbaresque amadoué jusqu'à présent par un tribut annuel, est insatisfait du montant de celui-ci. La guerre est déclarée. Deux navires, dont un marchand venant de Bergen sont arraisonnés par Tripoli, et ses équipages réduits en esclavage. Une médiation envoyée et menée par le capitaine Lorenz Fisker à bord de la frégate Thetis échoue. Le 2 mai 1797, Steen Andersen Bille à la tête de la frégate Najaden, arrive à Malte, où doivent le rejoindre le brick Sarpen et un chebek camouflé. Cela fait, il gagne Lampedusa, où le capitaine Fisker, s'en retournant, lui donne officiellement le commandement de la petite force navale. Le 16 mai 1797, devant le port de Tripoli, un bref combat oppose les Danois à une flottille barbaresque. Bien qu'à un contre deux, les navires danois sortent vainqueurs. Le Bey de Tunis est contrant de signer la paix le 25 mai 1797. Le commerce est rétabli, le tribut toujours versé, mais minoré et les équipages capturés sont libérés. Pour assurer la sécurité du trafic danois, Bille est maintenu en Méditerranée, à la tête de trois frégates et deux bricks. Il devient ambassadeur au Maroc.
Le 2 mai 1801, durant la 1re Bataille de Copenhague contre la Royal Navy, Bille dirige une flotte à l'ancre faîte des navires de ligne Danmark et Trekroner de la frégate Iris des bricks Sarpen et Nidelven, de douze autres unités et d'une puissante batterie côtière. Il occupe la ligne de défense nord des danois et défend l'entée du port. Avant qu'il n'engage la flotte ennemie, les combats cessent sur une victoire anglaise. De 1801 à 1807, il obtient le grade de commodore le 28 décembre 1804 et entre au Conseil de l'Amirauté, où il s'occupe de la Commission Consulaire Africaine, de la Commission de Quarantaine et de la Commission de la Défense Maritime.
En août-septembre 1807, Craignant que Napoléon Ier n'ajoute la flotte danoise à la sienne ou à ses alliés. Les Anglais débarquent à Vedbeak (Wittbek) et au sud-ouest de Copenhague à køge. L'armée danoise en infériorité numérique sous le haut-commandement du général Ernst Peymann est battue. Copenhague est encerclée, y compris côté mer par une flotte anglaise considérable. Bille dirige la flotte danoise restée à l'ancre. Durement bombardés, les danois capitulent le 7 septembre 1807. Alors que la flotte danoise est bloquée au port, un ordre de sabordage de celle-ci n'arriva jamais. La prise pour les britanniques est énorme. Bille, ulcéré par la situation, refuse d'apposer sa signature au bas de la capitulation. Il dit qu'il préférerait une mort honorable, en tentant une sortie aussi vaine que suicidaire, plutôt que signer. Il fait une demande en ce sens au Régent Frederik de Danemark, mais doit se soumettre.
De fin 1807 à début 1814, la seconde Bataille de Copenhague a jeté les danois aux côtés des Français. Bille conscient qu'il ne dispose que de peu de navires de ligne, instaure la production d'un large contingent de canonnières. Plus petites, plus nombreuses, moins onéreuses et plus faciles à produire avec des matériaux locaux, ces navires harcèleront les flottes adverses. Le 14 janvier 1814, le Traité de Kiel mettra fin à cette Guerre des canonnières et à l'alliance avec la France. Le 8 octobre 1809, il est promu contre-amiral.
En 1825, il est vice-amiral. Le 1er août 1829, il est promu amiral plein. En 1831, il entre au Conseil Privé de Christian VI de Danemark.
Il meurt à Copenhague le 15 avril 1833 et est inhumé dans le cimetière d'Holmen, où sa tombe, celle de sa femme et d'autres membres de sa famille sont toujours visibles.

### Famille
- Amiral Michael Bille (1680-1776), son grand-oncle.
- Contre-amiral Daniel Ernst Bille (1711-1790), son père.
- Contre-amiral Bendix Lasson Bille (1723-1784), son oncle.
- Contre-amiral Michael Johan Petronius Bille (1769-1845), un cousin.
- Vice-Amiral Steen Andersen Bille (1797-1883), son fils qu'il aura de son épouse Frederike Wilhelmine Charlotte Bornemann (29 juillet 1770-1er juillet 1851).

## Décoration
- Grand-croix de l'ordre du Dannebrog (1811).

## Sources
- (da) Cet article est partiellement ou en totalité issu de l’article de Wikipédia en danois intitulé « Steen Andersen Bille (statsminister) » (voir la liste des auteurs).

- (en) Cet article est partiellement ou en totalité issu de l’article de Wikipédia en anglais intitulé « Steen Andersen Bille (1751–1833) » (voir la liste des auteurs).
- Gustave Vapereau, Dictionnaire universel des contemporains (4e édition), Hachette, Paris, 1870, p. 197